# Józef Unszlicht

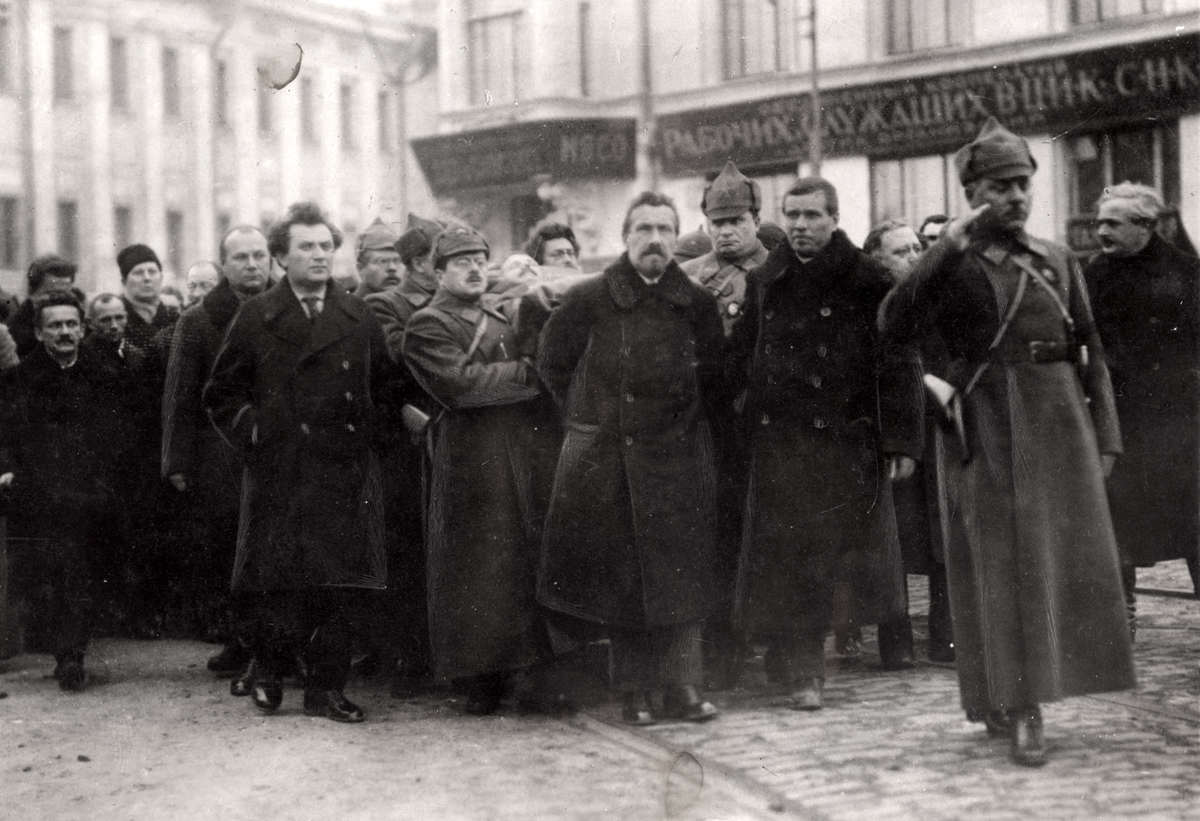
Pogrzeb Michaiła Frunzego (1925). W pierwszym rzędzie od lewej widoczni: Grigorij Zinowjew, Józef Unszlicht, Aleksiej Rykow, Aleksandr Jegorow, Klimient Woroszyłow

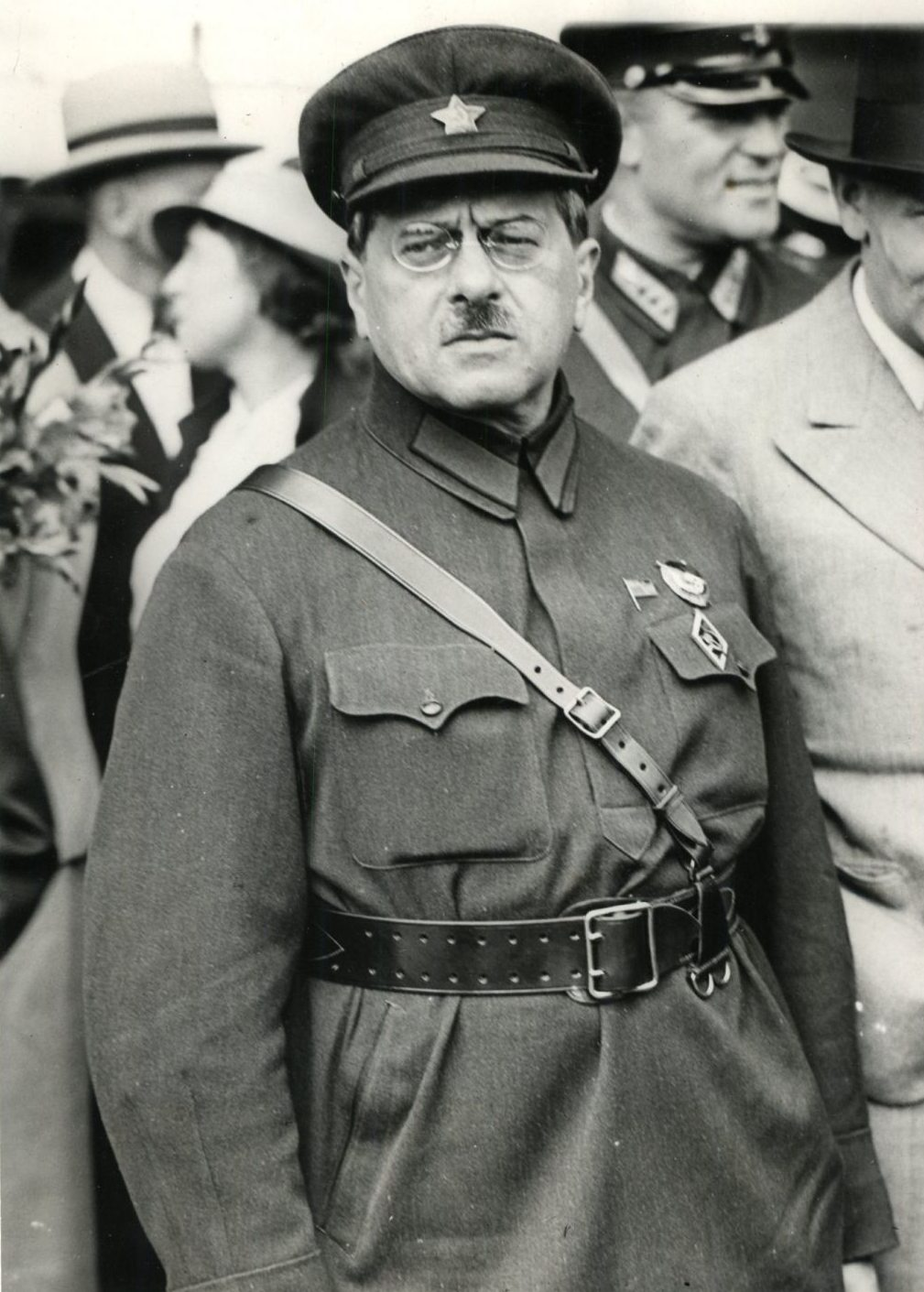
Józef Unszlicht 1935

Józef Unszlicht, ros. Иосиф Станиславович Уншлихт (ur. 19 listopada 1879 w Mławie, zm. 29 lipca 1938 w miejscu egzekucji Kommunarka pod Moskwą) – polski i sowiecki działacz komunistyczny pochodzenia żydowskiego, ps. „Jurowski, Leon”, „Technik”, z wykształcenia inżynier.

## Życiorys
Ukończył Szkołę Techniczną im. Wawelberga i Rotwanda. Od 1900 roku należał do SDKPiL. Działalność polityczną rozpoczynał jako student przybyły do Krakowa, gdzie organizował wysyłkę „Czerwonego Sztandaru” – pisma SDKPiL na ziemie zaboru rosyjskiego. Od 1906 roku należał do SDPRR. W 1907 roku uczestniczył w V zjeździe SDPRR. W latach 1911–1913 był członkiem władz SDKPiL w guberni warszawskiej i władz okręgowych partii w Łodzi. Od końca 1911 roku należał do przywódców grupy „rozłamowców” w SDKPiL skupionych w Komitecie Warszawskim skonfliktowanym z Zarządem Głównym SDKPiL. Więziony był (kilkakrotnie w X Pawilonie Cytadeli Warszawskiej) i zsyłany za działalność rewolucyjną. W październiku 1917 roku jako jeden z reprezentantów bolszewików wszedł w skład Rady Państwowej, tzw. przedparlamentu, która miała sprawować funkcję władzy ustawodawczej do czasu zwołania Konstytuanty.
Był uczestnikiem przewrotu bolszewickiego (rewolucji październikowej) w Piotrogrodzie, członkiem Rewolucyjnej Rady Wojennej. Po przewrocie bolszewickim pracował w Radzie Wykonawczej w Irkucku i Komitecie irkuckim SDPRR. Na listopadowym zjeździe Rad wybrany został w skład Centralnego Komitetu Wykonawczego. Na I Konferencji grup SDKPiL w Rosji został wybrany do władz organizacji. Występował przeciwko Leninowi w sporze wewnątrz partii bolszewickiej dotyczącym podpisania pokoju z Państwami Centralnymi w Brześciu w marcu 1918 roku. Od kwietnia 1918 do stycznia 1919 roku był przewodniczącym Kolegium do Spraw Jeńców i Uchodźców (Центральная коллегия по делам пленных и беженцев, Центропленбеж). W maju 1918 roku został członkiem kolegium Ludowego Komisariatu Spraw Wewnętrznych. Od roku 1918 był współorganizatorem Armii Czerwonej. Od stycznia 1919 roku zasiadał we władzach CKW grup KPRP w Rosji. Uznawał, że mimo ustanowienia władz partii w Polsce CKW grup KPRP w Rosji ze względu na „większe doświadczenie rewolucyjne” powinno kierować pracą partyjną w kraju. W lutym 1919 roku został członkiem Rady Wojskowo-Rewolucyjnej Polski odpowiadając za sprawy finansowe i Wydział Werbunkowy. 
W roku 1919 został członkiem Komitetu Centralnego Komunistycznej Partii Litwy i Białorusi. Organizował oddziały Armii Czerwonej na Litwie i Białorusi. Był komisarzem ludowym ds. wojskowych oraz członkiem Rewolucyjnej Rady Wojennej Litewsko-Białoruskiej Republiki Rad. Został również członkiem prezydium Centralnego Komitetu Wykonawczego Rad Robotniczo-Chłopskiej Republiki Litewsko-Białoruskiej oraz członkiem Biura Politycznego (5-osobowego) KC RKPLiB. Reprezentował KPRP na zjeździe założycielskim III Międzynarodówki.
W 1919 roku był zwolennikiem przeniesienia do Polski rewolucji z pomocą Armii Czerwonej. Brał udział w walkach z Wojskiem Polskim w czasie wojny polsko-bolszewickiej, w okresie kwiecień – grudzień 1919 był członkiem Rewolucyjnej Rady Wojennej 16 Armii, a od grudnia 1920 do kwietnia 1921 był członkiem Rady Wojskowo-Rewolucyjnej Frontu Zachodniego Michaiła Tuchaczewskiego. Ciężko ranny podczas podróży inspekcyjnej na froncie. Jednocześnie od roku 1920 pracował w Biurze Polskim KC RKP, a latem 1920 roku został członkiem Tymczasowego Komitetu Rewolucyjnego w Białymstoku (tzw. Polrewkom). Był jednym z organizatorów Polskiej Armii Czerwonej.
W latach 1921–1923 był wiceprzewodniczącym Czeka (od 1922 GPU). W sierpniu 1923 roku otrzymał misję o tworzeniu kadr niemieckiej Armii Czerwonej mającej przeprowadzić w Niemczech rewolucję. W tym miesiącu wyjechał pod fałszywym nazwiskiem do Niemiec by wspierać niemieckich komunistów w przygotowywaniu rewolucji. 
W latach 1923–1925 był członkiem Wojskowej Rady Rewolucyjnej, szefem zaopatrzenia Armii Czerwonej, a w roku 1924 członkiem Komisji Rewizyjnej WKP(b). W latach 1925–1930 był zastępcą komisarza ludowego spraw wojskowych i przewodniczący Rady Wojennej Republiki i zastępcą komisarza ludowego (ministra) Marynarki Wojennej, jednocześnie od roku 1927 przewodniczącym paramilitarnego Osoawiachimu. W latach 1930–1933 był zastępcą przewodniczącego Najwyższej Rady Gospodarki Narodowej, a w latach 1933–1935 szefem Głównego Zarządu Lotnictwa Cywilnego, następnie sekretarzem Rady Związkowej CIK ZSRR.
Delegat na IX, X, XII, XIV–XVII zjazd RKP(b)/WKP(b).
W okresie wielkiej czystki 11 czerwca 1937 roku został aresztowany przez NKWD i oskarżony o współpracę z polskim wywiadem. Mimo tortur nie przyznał się do winy, dlatego nie został wykorzystany – jak początkowo planowano – w procesie pokazowym. 28 lipca 1938 roku został skazany przez Kolegium Wojskowe Sądu Najwyższego ZSRR na śmierć z zarzutu stworzenia organizacji kontrrewolucyjnej, szpiegostwa i przygotowywaniu aktów terroru. Stracony 29 lipca 1938 roku w miejscu egzekucji Kommunarka, został pochowany anonimowo.
Odznaczenia: Order Czerwonego Sztandaru.
Jego bratem był Julian Unszlicht, ksiądz katolicki, a siostrami: Zofia Unszlicht-Osińska i Stefania Brun, żona krytyka literackiego i działacza komunistycznego Juliana Bruna.

## Książki
- Ustawodawstwo społeczne pod rządami Józefa Piłsudskiego w Polsce (1927).